# Lauro Padovano
Lauro Padovano est un peintre et enlumineur italien actif entre 1471 et 1508.

## Biographie
On connaît peu les détails de sa vie. Il pourrait avoir été identifié sous le nom de Laurum de sancto Johanne de Padua, selon un document de 1482 trouvé à Rome, dans lequel il est inscrit qu'il aurait donné une opinion professionnelle sur des fresques des murs de la chapelle sixtine. Il a été proche de Andrea Mantegna.
Les historiens de l'art ont tenté de reconstituer son œuvre à partir d'une mention de Marcantonio Michiel qui signale qu'il est l'auteur de la prédelle d'un retable dédié à saint Jean Baptiste présent dans l'église santa Maria de la Carità et dont le tableau principal, aujourd'hui disparu a été peint par Giovanni Bellini vers 1471. Il a été proposé d'identifier cette prédelle avec un tableau représentant Trois histoires de Drusienne et de saint Jean l'Évangéliste aujourd'hui conservé au château royal de Berchtesgaden en Bavière. Mais ce dernier a depuis été réattribué à Bellini. Deux panneaux ont eux aussi été identifiés comme des fragments de cette prédelle : un Martyre de saint Jean Baptiste (ancienne collection Vieweg, Brunswick (Basse-Saxe)) et une Résurrection de Drusienne (Académie Carrara, Bergame), autrefois attribués à Francesco Bonsignori. Ces deux panneaux ont permis d'attribuer à Lauro Padovano des manuscrits enluminés réalisés sous la houlette de Bartolomeo Sanvito.
En 1508, Bartolomeo Sanvito possède deux œuvres de Padovano pour des folios d'ouverture d'un livre d'heures, ce qui marque sa dernière date d'activité connue.

## Œuvres attribuées

### Manuscrits

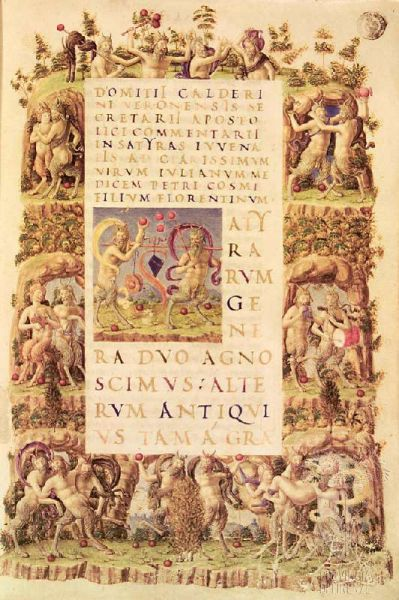
Commento a Giovenale, f.5r.

- Domizio Calderini, Commento a Giovenale: decorazione con satiri e palle medicee, XVe siècle, Bibliothèque Laurentienne, Florence, ms.53.2[2]
- De Antiquitates Judaicae and Vetustate Judaica, 1478, British Library, Harley 3699
- De officiis de Cicéron, 1497, bibliothèque du Collège d'Eton, MS. 149
- Rime e trionfi de Pétrarque, 1490–1500, passé en vente à Londres chez Sotheby's le 20 juin 1978 (lot 2989)
- évangéliaire, 1509, Biblioteca Capitolare, Padoue, Cod. E. 27

### Anciennes attributions
- L'Adoration des mages, 1490-1536, collection particulière, attribué par F. Heinemann en 1962, depuis attribuée à Michele da Verona[3]
- Saint Antoine de Padoue, 1450, Académie Carrara, Bergame, attribué par Roberto Longhi en 1947, depuis attribué à un anonyme vénitien[4]

Son nom est cité parmi les auteurs potentiels des miniatures du manuscrit d'Albi,, mais sans rencontrer de consensus.